# Ludwig Kögl
Ludwig Kögl (7 de marzo de 1966) es un exfutbolista alemán, se desempeñaba como centrocampista, su último club fue el SpVgg Unterhaching.

## Clubes
| Club               | País     | Año         |
| ------------------ | -------- | ----------- |
| 1860 Munich        | Alemania | 1983 - 1984 |
| Bayern de Múnich   | Alemania | 1984 - 1990 |
| VfB Stuttgart      | Alemania | 1990 - 1996 |
| FC Luzern          | Suiza    | 1996 - 1999 |
| SpVgg Unterhaching | Alemania | 1999 - 2001 |

- Datos: Q64074